# 西班牙人
西班牙人（西班牙語：Españoles）是欧洲西南部伊比利亞半島國家西班牙，擁有西班牙國籍、西班牙境內的民族和族群，母語是西班牙語，而西班牙語則是一種從拉丁方言發展而來的語言，歷史悠久。大部分西班牙人信奉天主教。隨著西班牙帝國的興起，西班牙人也散居各個殖民地。西班牙人和這些殖民地的原住民通婚，使得殖民地擁有大量的西班牙后裔，其中以拉丁美洲為甚。

## 语言
西班牙有四种主要的语言，除了西班牙語為全國的官方语言外，其餘三種為地區級官方語言：
- 西班牙语（又称卡斯蒂里亚语），通行於西班牙全国各地。
- 加泰罗尼亚语（又称巴伦西亚语），用于加泰罗尼亚，瓦倫西亞，和巴利阿里群岛。
- 巴斯克语，用于巴斯克地区。
- 加利西亚语，用于加利西亚地区。

加泰罗尼亚语、加利西亚语和卡斯蒂利亚语（后者通常被称为“西班牙语”）都来源于拉丁语，并有各自的方言。同时还存在还有其它一些现在仍在使用的罗曼斯语族方言，如在阿斯图里亚斯和部分León地区使用的阿斯图里亚斯语或称Bable，在部分阿拉贡地区使用的阿拉贡语，在加泰罗尼亚西北角的Val d'Aran使用的Aranese。在美国的西班牙人使用的是在西班牙西南部的方言。
西班牙人主要信仰天主教，最重要的少数民族是吉普赛人。

### 引用
1. ↑  . Instituto Nacional de Estadística de España.   [5 July 2010]. （原始内容存档于2012-03-17）.
2. 1 2 3 4 5 6 7 8 9 10 11 12 13 14 15 16 17   (PDF).   [2012-09-10]. （原始内容存档 (PDF)于2021-05-12）.